# ワキアカカイツブリ
ワキアカカイツブリ（脇赤鳰）（Tachybaptus rufolavatus）は、鳥綱カイツブリ目カイツブリ科カイツブリ属に分類される鳥類。絶滅種。

## 分布
マダガスカル中北部（アラウチャ湖周辺）固有種

## 形態
全長25センチメートル。
嘴は黒く、先端は淡色。虹彩は褐色。後肢は灰色。
繁殖期は頭部の羽衣が黒く、上面の羽衣が暗褐色。非繁殖期は頭頂や上面の羽衣は褐色。

長距離飛行能力は、その小さい羽のために制限されていたと推測されている。

## 生態
主な生息地だったアラウチャ湖は水深が浅く、湖岸や湖面には水生植物が繁茂する。季節による渡りは行わなかった。
魚類を食べていた。

## 人間との関係
生息地の破壊、狩猟、カイツブリとの交雑、人為的に移入されたマムシドジョウChanna striata（スズキ目タイワンドジョウ科の淡水魚）による影響などにより生息数が減少した。1990年における生息数は20ペア未満と推定されていた。
1985年以降の発見例がなく（この発見例をカイツブリとの種間雑種とする説もある）、2010年に絶滅が宣言された。バードライフ・インターナショナルの理事は前述の理由から、「生存の望みは残っていない」と述べている。